# Pneumatický tkací stroj

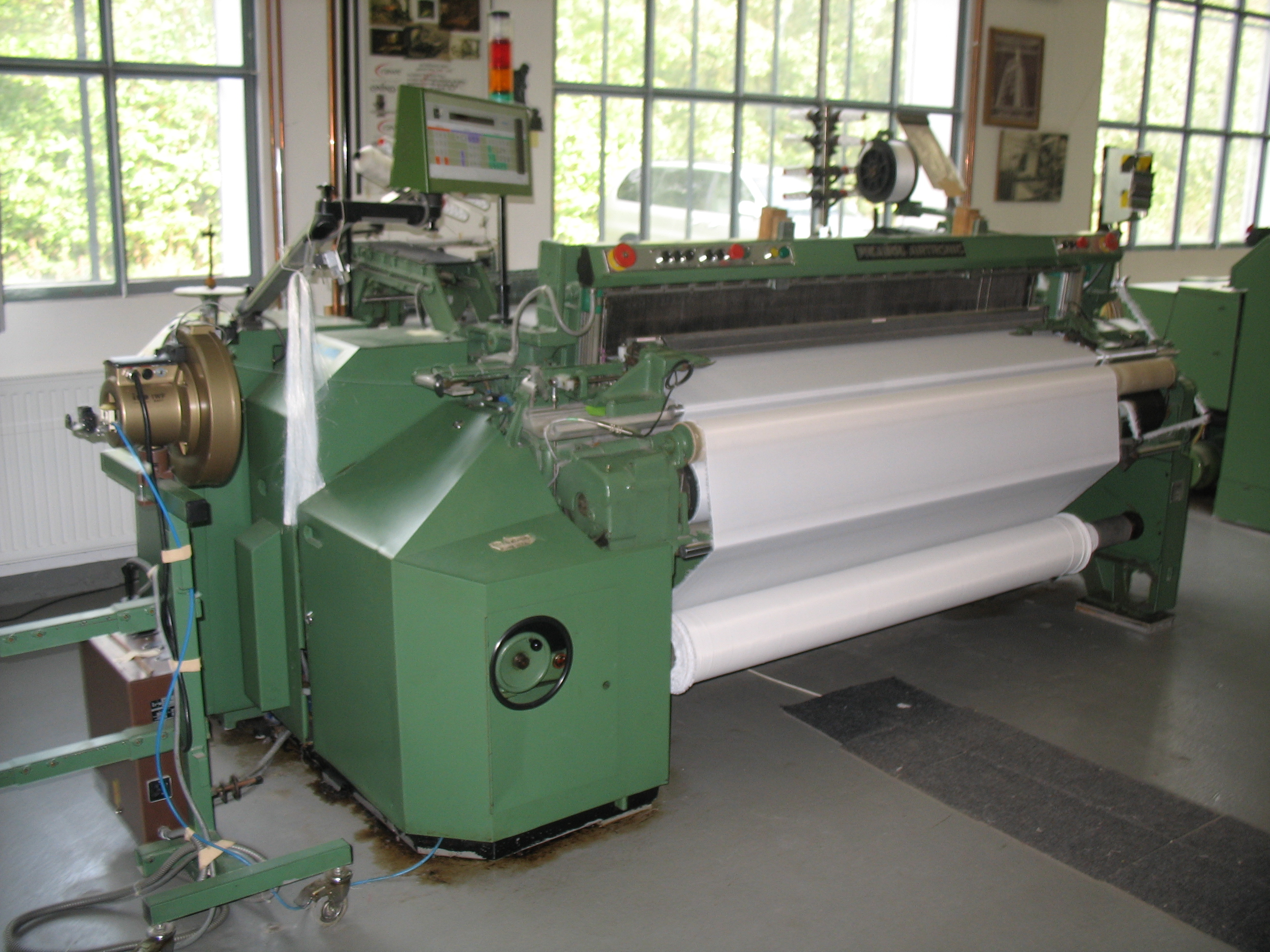
Pneumatický tkací stroj z roku 1988

Pneumatický tkací stroj (angl.: air jet loom, něm.: Luftdüsenwebmaschine) je stroj se systémem zanášení útku s pomocí proudu stlačeného vzduchu. 

## Funkce a použití pneumatického stroje

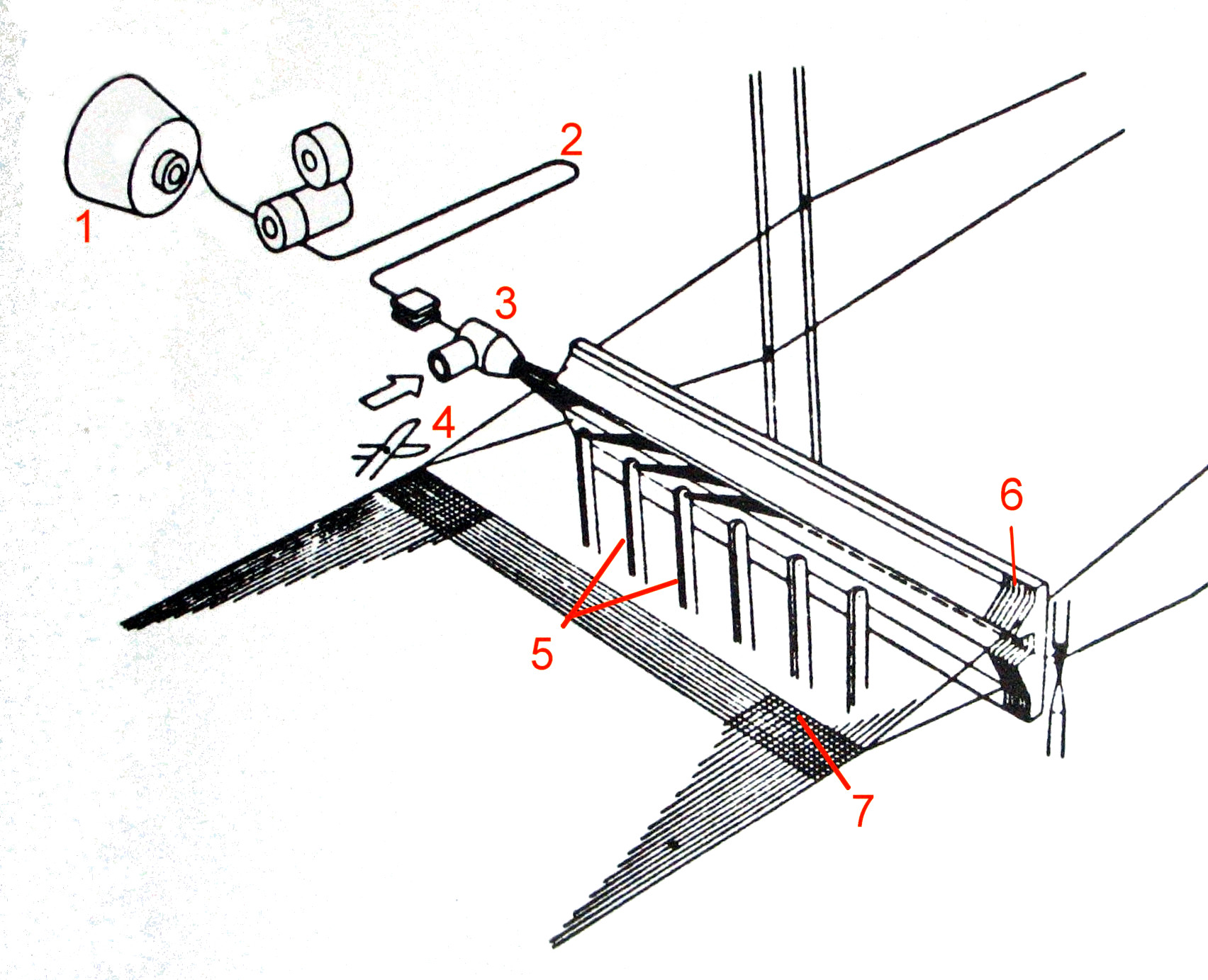
Schéma zanášení útku proudem vzduchu

Pneumatický stroj se liší od jiných druhů tkacích strojů zejména konstrukcí prohozního ústrojí.
Na strojích ze začátku 21. století jsou známé tři konstrukční varianty:
- vstupní tryska – kanál z lamel (konfuzorů) - sání na výstupu
- vstupní tryska – přídavné trysky a vodiče vzduchu
- (nejpoužívanější varianta): vstupní tryska – přídavné trysky – paprsek s profilovanými třtinami

Stlačený vzduch se vyrábí v centrálním kompresoru s rozvodem na více strojů nebo pro každý tkací stroj zvlášť. Tlak (0,35-06 MPa) a rychlost pohybu vzduchu (50-80 m/vt ) jsou ovládány magnetovými ventily řízenými mikroprocesorem. 
Při každé otáčce stroje se provádějí následující úkony (viz nákres vpravo):
Příze se odvíjí z křížem soukané cívky (1) do zásobníku (2), ze kterého se přivádí do vstupní trysky (3). Za tryskou se odstřihne(4) patřičná délka útku, proud vzduchu podporovaný přídavnými tryskami (5) zanese útek mezi osnovní niti, paprsek (6) přiráží útek ke konci tkaniny (7) a prošlup se zavírá. 

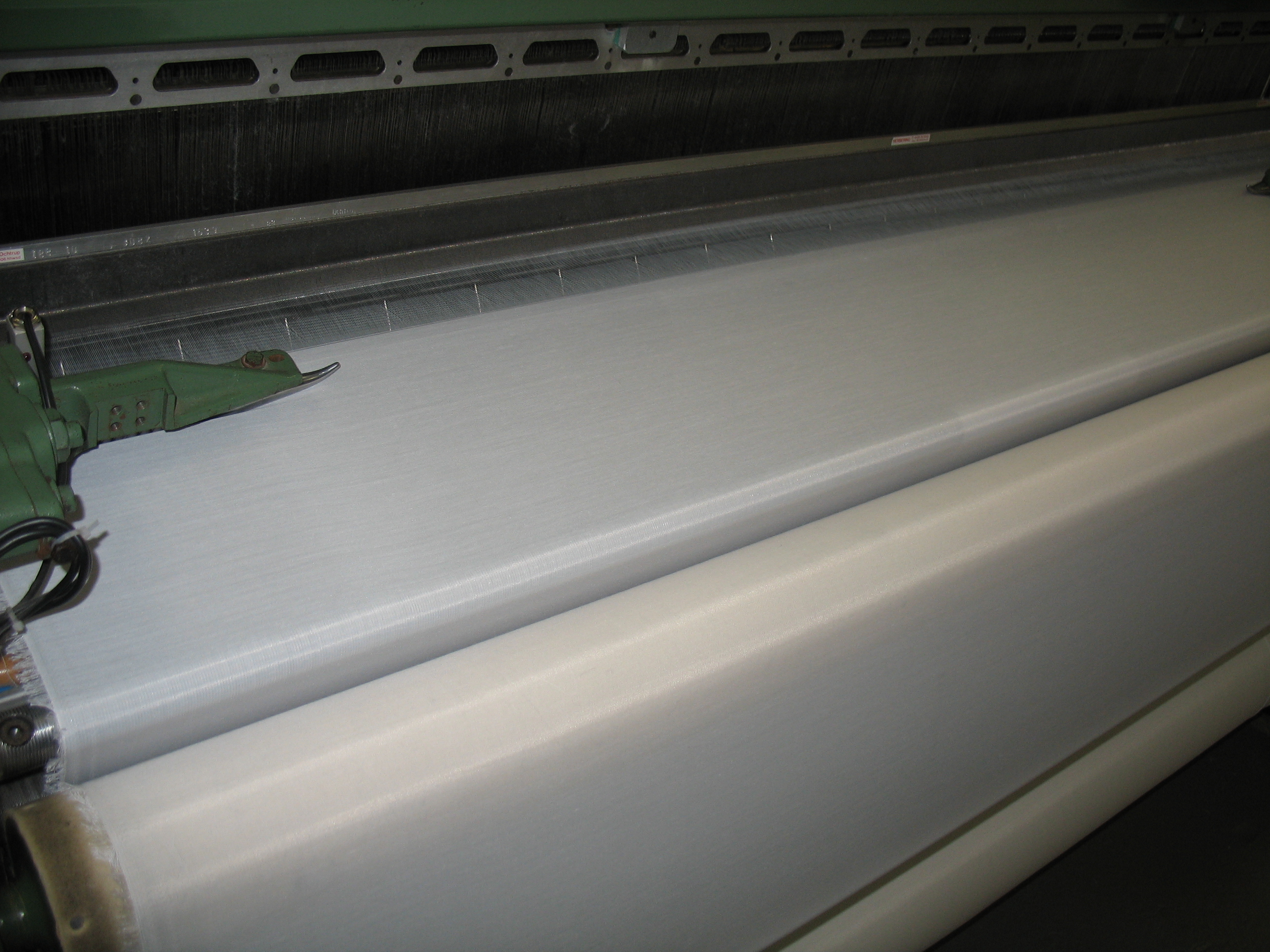
Přídavné trysky na pneumat. stroji (světlé čárky nad tkaninou)

Stroje se stavějí s pracovní šířkou do 400 cm, vazební variace tkaniny umožňují buďto listová (až 16 listů) nebo žakárová ústrojí, konce útkové niti jsou na obou krajích pevně zatkány s pomocí perlinkové vazby. Útek se dá vzorovat až v 6 různých barvách.
Na pneumatických strojích dají zpracovávat všechny druhy hladkých, tvarovaných i efektních přízí, jen monofilamenty nejsou pro pneumatický prohoz útku vhodné. 

### Výrobní náklady při tkaní na pneumatickém stroji
V roce 2018 byly v jedné studii porovnány náklady na tkaní (včetně přípravy) ve 12 státech s významnou produkcí tkanin. Parametry stroje a použitých přízí byly u všech účastníků identické. Výsledky se vztahují na běžný metr (bm) tkaniny v šířkách 168-177 cm.

## Z historie pneumatických tkacích strojů
Nejstarší patent na pneumatický prohoz útku obdržel Američan Brooks v roce 1914. 
V roce 1948 bylo vyrobeno ve zlínských Závodech přesného strojírenství (podle československého patentu č. 83.775) 20 kusů prototypu pneumatického stroje P-44 (později zdokonalený na typ P-45), který zatkával při pracovní šířce 45 cm až 800 útků za minutu. 
Stroj Švéda Paabo s pracovní šířkou 80 cm a s výkonem 350 prohozů za minutu se v roce 1951 už vyráběl sériově. Přibližně ve stejnou dobu přišel Vladimír Svatý se svým vynálezem pneumatického prohozního ústrojí s konfuzory , československé pneumatické stavy se dostaly pod označením P-105 do sériové výroby v roce 1955. 
V roce 2005 obnášel celosvětový výnos z prodeje pneumatických strojů 1 miliardu USD  (což byla cena cca 20 000 strojů instalovaných v tomto roce ).
V roce 2011 byl vystavován japonský pneumatický stroj s pracovní šířkou 190 cm, který zatkával až 1850 útků za minutu.  Na tomto dosud nejvýkonnějším ze všech známých jednoprošlupních tkacích strojů se dá například vyrobit za hodinu až 130 m2 denimové (14uncové) tkaniny. 
V roce 2019 bylo celosvětově nově instalováno 30 200 pneumatických tkacích strojů.